# Karangjongkeng
Karangjongkeng is een bestuurslaag in het regentschap Brebes van de provincie Midden-Java, Indonesië. Karangjongkeng telt 3288 inwoners (volkstelling 2010).